# Oncerometopus atriscutis
Oncerometopus atriscutis är en insektsart som beskrevs av Knight 1928. Oncerometopus atriscutis ingår i släktet Oncerometopus och familjen ängsskinnbaggar. Inga underarter finns listade i Catalogue of Life.